# Pierre Buyoya
Pierre Buyoya (ur. 24 listopada 1949 w Rutovu, zm. 17 grudnia 2020) – burundyjski polityk i wojskowy; prezydent Burundi w latach 1988–1993 i 1996–2003.

## Życiorys
Pochodził z plemienia Tutsi. Przeszedł szkolenia wojskowe we Francji (1976–1977) i Niemczech (1980–1982). Początkowo był pracownikiem wywiadu (1977–1980), później (1982) przeszedł do wojsk pancernych. W 1984 został powołany w skład sztabu generalnego.
Przewodził zamachowi stanu, który we wrześniu 1987 obalił prezydenta Bagazę. Po rozwiązaniu parlamentu i zawieszeniu konstytucji, w październiku 1987 został prezydentem kraju. W tym samym roku objął również funkcję ministra obrony narodowej i przewodniczącego Wojskowego Komitetu Ocalenia Narodowego (CMSN). W 1988 stanął także na czele rządu.
Po serii masakr na tle etnicznym, od 1988 usiłował doprowadzić do zakończenia konfliktów między Hutu i Tutsi. Zainicjował kampanię przekonującą o nieistotności różnic etnicznych, przywrócił wolność wyznania, a w 1992 ogłosił nową konstytucję, zakazującą tworzenia partii posiadających w swoich statutach kryteria etniczne. Po przegranej w demokratycznych wyborach prezydenckich w czerwcu 1993, wycofał się z polityki. Przewodniczył Fundacji na rzecz Jedności, Pokoju i Sprawiedliwości.
Do działalności publicznej powrócił w lipcu 1996, kiedy to w wyniku kolejnego zamachu stanu został powołany na stanowisko tymczasowego prezydenta. We wrześniu tego samego roku objął urząd prezydenta, który pełnił do 2003. Powołał na premiera polityka z plemienia Hutu, Pascal-Firmin Ndimirę oraz wprowadził swobody demokratyczne.